# Igor Igorewitsch Portnjagin
Igor Igorewitsch Portnjagin (russisch Игорь Игоревич Портнягин; * 7. Januar 1989 in Wladiwostok) ist ein russischer Fußballspieler. 

## Karriere

### Verein
Der Stürmer spielte von 2008 bis 2016 für Rubin Kasan in der russischen Premjer-Liga. Während dieser Zeit wurde er mehrmals verliehen. 2016 wechselte er zu Lokomotive Moskau.

### Nationalmannschaft
Portnjagin gab sein Debüt für die russische Nationalmannschaft am 31. März 2015 im Freundschaftsspiel gegen Kasachstan, das 0:0 endete.